# Steppebunzing
De steppebunzing (Mustela eversmanii) is een roofdier uit de familie der marterachtigen (Mustelidae). Steppebunzingen lijken veel op de nauw verwante en ook in Nederland voorkomende bunzing (Mustela putorius). De wetenschappelijke naam van de soort werd voor het eerst geldig gepubliceerd door René Primevère Lesson in 1827.

## Beschrijving
Een volwassen dier is tussen de 30 en 45 centimeter lang. De staart van het dier is 10,5 tot 17,5 centimeter lang. Mannetjes zijn groter dan vrouwtjes. Mannetjes hebben een kop-romplengte van 32 tot 56 centimeter en een lichaamsgewicht van maximaal 2.050 gram, vrouwtjes een kop-romplengte van 29 tot 52 centimeter en een lichaamsgewicht van maximaal 1.350 gram.
Steppebunzingen verschillen van de gewone bunzing door de veel blekere vacht op de bovenzijde. De flanken van de steppebunzing zijn zeer licht van kleur. De poten, staartpunt en een gedeelte van de buik zijn echter donker van kleur. De kop is zeer licht van kleur, bijna wit.

## Gedrag
De steppebunzing leeft vooral van siesels, gevlekte soesliks en hamsters, maar ook andere knaagdieren als woelmuizen en marmotten worden gegrepen. Soms legt hij voedselvoorraden aan.
Hij is meer overdag actief dan de West-Europese marterachtigen. Steppebunzingen graven zelf een ondergronds hol. Soms maakt hij gebruik van de verlaten holen van zijn prooidieren.
De paartijd valt in februari en maart, waarna er in april en mei drie tot zes jongen worden geboren. De draagtijd duurt 36 tot 42 dagen. De jongen wegen bij de geboorte 4 à 6 gram. De jongen worden anderhalve maand lang gezoogd. Ze verlaten hun moeder na drie maanden, en na negen maanden zijn de dieren geslachtsrijp.

## Verspreiding en leefgebied
In tegenstelling tot de (gewone) bunzing komt de steppebunzing niet in de westelijke helft van Europa voor. Het verspreidingsgebied van de steppebunzing reikt van Oostenrijk, Hongarije en Bulgarije, oostwaarts via Oekraïne en het zuiden van Rusland richting Kazachstan, Kirgizië, Mongolië en het noorden en westen van China. In Oost-Europa overlapt het leefgebied van de steppebunzing met die van de (gewone) bunzing. Steppebunzingen leven voornamelijk in open gebieden als grasland, struikgewas en op bebouwde grond.